# 緒方站
緒方站（日语：／ Ogata eki */?）是位於大分縣豐後大野市緒方町馬場，九州旅客鐵道（JR九州）的豐肥本線車站。

## 歷史
- 1922年（大正11年）11月23日：犬飼線三重町至此站之間開通，此站啟用[2]。
- 1923年（大正12年）12月20日：此站至朝地站之間開通[2]。
- 1928年（昭和3年）12月2日：犬飼線改名為豐肥本線[2]。
- 1981年（昭和56年）3月10日：終止貨物起卸業務[5]。
- 1987年（昭和62年）4月1日：伴隨國鐵分割民營化，車站由九州旅客鐵道（JR九州）營運[6][7][8][2]。
- 2016年（平成28年）3月26日：成為無人車站[3][4]。
- 2017年（平成29年）
  - 9月17日：受到超強颱風泰利影響，阿蘇站至中判田站之間不能通行，車站暫停營業[9][10]。
  - 9月19日：中判田站至豐後竹田站之間安排代行的士運送[11][12]。
  - 9月22日：阿蘇站至三重町站之間重開（阿蘇站至豐後竹田站之間的代行的士於前日終止。）[13][14]。

## 車站構造
本站是地面車站，設有2面2線的相對式月台。兩月台之間設有跨線橋連接。車站鄰接豐後大野市商工會議所緒方分所建築物。此站本來委托JR九州鐵道營業負責車站業務，當時為業務委託車站。在2016年起成為無人車站。

### 月台
| 月台 | 路線      | 上下行與方向                           | 備註 |
| ---- | --------- | -------------------------------------- | ---- |
| 1    | ■豐肥本線 | （上行）豐後竹田方向、（下行）大分方向 |      |
| 2    | ■豐肥本線 | （上行）豐後竹田方向                   |      |

## 使用狀況
在2019年度，1日平均乘車人次為205人（比前年度多11人）。
| 乘車人次變化 | 乘車人次變化 |
| 年度         | 1日平均人次  |
| ------------ | ------------ |
| 2000         | 434          |
| 2001         | 407          |
| 2002         | 351          |
| 2003         | 318          |
| 2004         | 302          |
| 2005         | 299          |
| 2006         | 279          |
| 2007         | 217          |
| 2008         | 203          |
| 2009         | 193          |
| 2010         | 190          |
| 2011         | 182          |
| 2012         | 183          |
| 2013         | 195          |
| 2014         | 194          |
| 2015         | 205          |

## 車站周邊
- 豐後大野市緒方分所（舊・緒方町（日语：緒方町）公所）
- 豐後大野市立緒方小學（日语：豊後大野市立緒方小学校）
- 豐後大野市立緒方中學（日语：豊後大野市立緒方中学校）
- 緒方郵局（日语：緒方郵便局）
- 豐後大野市民醫院（日语：豊後大野市民病院）
- 原尻瀑布（日语：原尻の滝）

## 巴士路線
大野竹田巴士
- 竹田市政廳～米山～上年野～緒方線
  - 前往竹田市政廳　 （平日1往返班次）
- 竹田站～大久保～緒方站線
  - 前往竹田站 （平日1往返班次）
- 緒方站～兩家～田中線
  - 前往田中 （平日2往返班次）

豐後大野市社區巴士
- 朝地、市民醫院線

## 相鄰車站
九州旅客鐵道（JR九州）
■豐肥本線
- 特急「九州橫斷特急」停車站

朝地－緒方－豐後清川

## 注腳
1. 1 2 3 4 5  . 週刊朝日百科. 38号 大分駅・由布院駅・田主丸駅ほか. 朝日新聞出版. 2013-05-12: 25 （日语）.
2. 1 2 3 4 5  曾根悟（監修）. 朝日新聞出版分冊百科編集部（編集） , 编. . 週刊朝日百科. 27号・豊肥本線／久大本線. 朝日新聞出版. 2010-01-24: 14–15 （日语）.
3. 1 2 3   (PDF) (新闻稿). 九州旅客鉄道株式会社. 2016-02-25  [2016-03-25]. （原始内容 (PDF)存档于2016-03-05） （日语）.
4. 1 2 3  . 交通新聞 (交通新聞社). 2016-03-02 （日语）.
5. ↑  荘田啓介. . 大分合同新聞社. 1987.2: 314 （日语）.
6. ↑  九州鉄道百年祭実行委員会・百年史編纂部会 (编).  初版. 九州旅客鉄道. 1988: 181 （日语）.
7. ↑  『交通年鑑 昭和63年版』 交通協力會，1988年3月。
8. ↑  今村都南雄 『民営化の效果と現実NTTとJR』 中央法規出版，1997年8月。ISBN 978-4805840863
9. ↑  台風18号に伴う、9月19日（火）の運転状況について　【9月19日3:30現在】PDF（日語） - 九州旅客鐵道（2017年9月19日發表，同日參閲）
10. ↑   (PDF) (新闻稿). 國土交通省. 2017-09-19  [2017-09-23]. （原始内容 (pdf)存档于2017-09-20） （日语）. 鉄道関係
11. ↑  鉄道代行輸送についてのご案内PDF-九州旅客鐵道（2017年9月19日，同日參閲）
12. ↑  . 大分合同新聞. 2017-09-19: 11（夕刊） （日语）.
13. ↑  日豊本線・豊肥本線（大分～阿蘇間）の運転計画について（お知らせ）PDF（日語）九州旅客鐵道（2017年9月22日發表，同日參閲）
14. ↑  . Response. (株式会社イード). 2017-09-22  [2017-09-23]. （原始内容存档于2017-09-23） （日语）.
15. ↑  大分縣統計年鑑

## 外部連結
- 緒方（車站資訊） - 九州旅客鐵道（日語）